# Jonas Silfverling
Jonas Silfverling, född 14 juni 1703 i Vadstena, död 1760 i Stockholm, var en svensk guldsmed, konsthantverkare, sigillgravör, dosfabrikant och grafiker. 
Han var son till rektorn och kyrkoherden Andreas Johannis Silfverling och Anna Isander och från 1734 gift med akademiritmästaren Johan Kloppers dotter Johanna Maria samt sonson till Jan Silfverling och brorson till bildhuggaren Jonas Silfverling. Han blev student vid Uppsala universitet 1724 och var guldsmedsgesäll i Jönköping 1727 men återvände till Uppsala 1731 för att bevista Carl von Linnés föreläsningar i probékonsten och antogs till akademigravör vid Vetenskapssocieteten i Uppsala 1732. Ett par år senare lämnade han Uppsala och slog sig ner i Stockholm där han blev mästare under guldsmedsämbetet och etablerade sig som dosfabrikör. Hans affärer gick emellertid dåligt och det blev utmätning på all egendom och vid hans död rådde en sådan misär att änkan måste få hjälp av christmilda menniskor till begravningen. Hans mästarstycke som guldsmed var en tekanna i silver men var den tog vägen vet man inte, däremot finns en vinkanna från 1736 bevarad i Rättviks kyrka liksom några sigillstampar han skapade bland annat Uppsala stads sigill där han ersatte den tidigare kyrkan med ett lejon och 1742 fick han uppdraget att tillverka ett liknande sigill för den medicinska fakulteten. Som akademigravör fick han till stor del gravera planscher till gradualavhandlingar som bestod av landskap, porträtt, myntbilder, stjärnbilder, kartor och byggnadsplaner. För Nils Rosén von Rosensteins Compendium anatomicum utförde han avbildningar av människans skelett, muskler och  blodkärl. Det mesta var reproduktioner efter förlagor som Suecia antiqua et hodierna eller guldsmedsaktigt dekorativa gravyrer samt några självständigt utförda porträtt. Bland hans större arbeten var sticket Academia Upsaliensis Gustaviana efter en teckning av Thomas Fuchs. Silfverling är representerad vid Nationalmuseum, Kungliga biblioteket och Uppsala universitetsbibliotek.